# Trận Azovstal

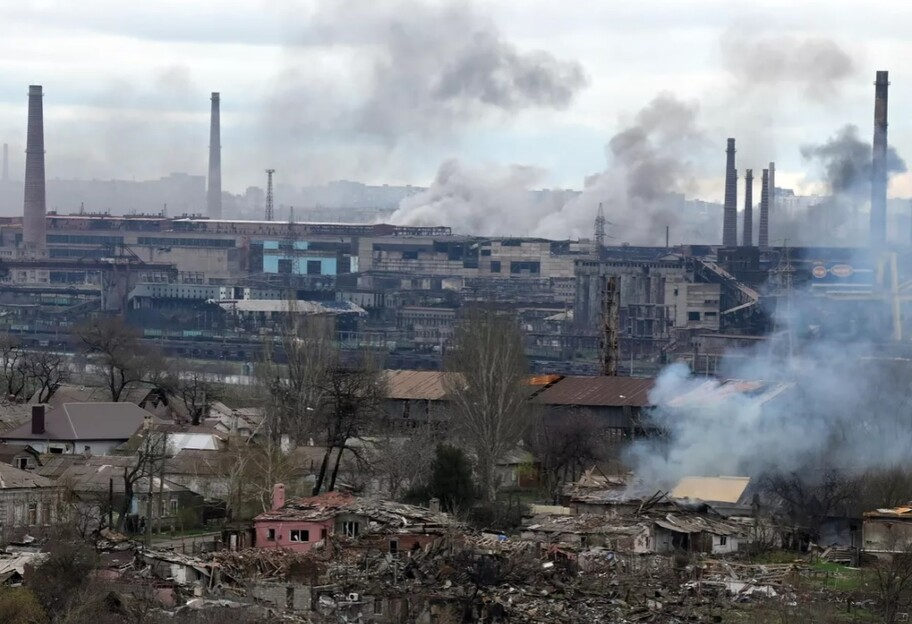
Trận Azovstal

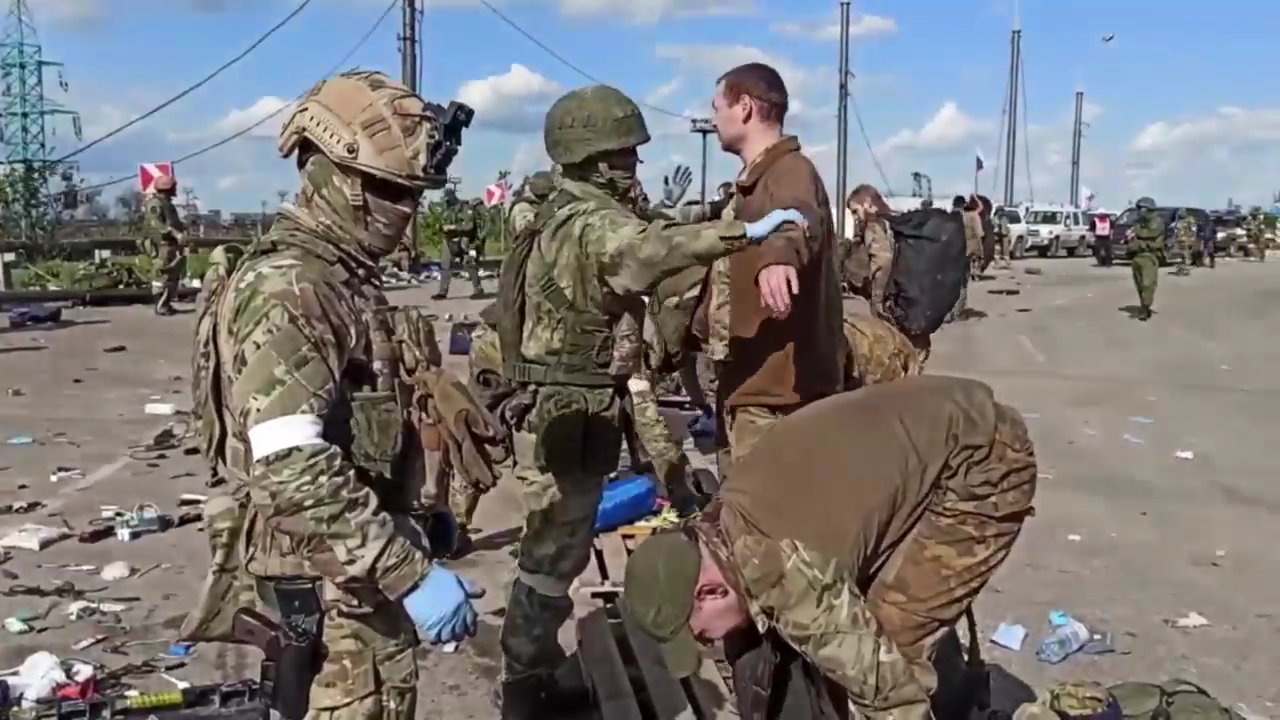
Quân Nga bắt giữ tù binh tại nhà máy gang thép Azovsta

Trận Azovstal là cuộc giao tranh diễn ra giữa các lực lượng vũ trang Nga và lực lượng vũ trang Ukraine khai chiến từ ngày 18 tháng 3 năm 2022 với chiến trường chính diễn ra ở khu vực nhà máy luyện kim Mariupol Azovstal (Mеталургійний Kомбінат Азовсталь) và trong khu vực lân cận. Trận chiến tại đây là một phần của các trận chiến diễn ra tại Mariupol và nằm tổng thể trong sự kiện cuộc tấn công của Nga vào Ukraina 2022. Cuộc giao tranh diễn ra giữ Lực lượng vũ trang Ukraine (trong đó nòng cốt là tiểu đoàn Azov) với các lực lượng vũ trang của Nga và Cộng hòa Nhân dân Donetsk do quân Nga yểm trợ.

## Diễn biến
Vào ngày 24 tháng 2 năm 2022, sau bài phát biểu trên truyền hình của Tổng thống Nga Putin thì ngay tức khắc quân đội Nga đã phát động tấn công vào lãnh thổ Ukraine trong đó có cả thành phố Mariupol Vào ngày 27 tháng 2 năm 2022 thì quân đội Nga đã tiến đến vùng ngoại ô phía tây của thành phố từ Crimea và vào ngày 2 tháng 3 năm 2022, thành phố này đã bị bao vây. 
Với tầm quan trọng của nhà máy Azovstal vốn dĩ đây là khu liên hợp luyện kim khổng lồ với hệ thống thông tin liên lạc và hầm trú ẩn sâu dưới lòng đất rất phức tạp mà cấu trúc này cho phép quân đội Ukraine đã biến nhà máy thành pháo đài và kiềm chế có hiệu quả các lực lượng vũ trang của Nga dậm chân tại chỗ trong suốt cuộc chiến. Nhà máy luyện kim Azovstal của Ukraine đã trở thành tâm điểm kháng cự và cổ võ cho của quân đội Ukraine trước sự tấn công của Nga vào lãnh thổ Ukraine. 
Ngay từ đầu cuộc chiến giành Mariupol, một số lượng lớn người dân thường đã ẩn náu tại nhà máy Tính đến ngày 20 tháng 4 năm 2022, quân số trụ sở đây có khoảng 3.000 người và dân thường có ít nhất 200 người. Vào ngày 10 tháng 4 năm 2022, hơn một tháng sau khi bắt đầu cuộc chiến, các lực lượng Nga đã cô lập hoàn toàn các quân nhân Ukraine còn lại tại khu vực nhà máy Azovstal. Vào ngày 13 tháng 4 năm 2022, lực lượng phòng vệ tại đây đã được bổ sung thêm các quân nhân của Lữ đoàn thủy quân lục chiến độc lập số 36 của Lực lượng Hải quân thuộc Lực lượng vũ trang Ukraine do Chuẩn đô đốc Mikhail Bilinsky sau khi đã đột phá khỏi vòng vây tại nhà máy gang thép Ilyich. 
Quân đội Nga không đạt được thành quả đáng kể nào kể khi cố gắng tấn công vào khu vực này. Để ngăn chặn sự kháng cự của người Ukraine, người Nga đã tiến hành phong tỏa lãnh thổ của khu phức hợp và cho nhà máy này hứng chịu các cuộc tấn công dày đặc bằng pháo và tên lửa, cũng như chiến thuật ném bom, bao gồm cả việc sử dụng biện pháp tấn công hàng không chiến lược. Các hành động của quân đội Nga tại Azovstal đã gây ra một thảm họa nhân đạo như các quân nhân Ukraine, những người bị kẹt lại trong khu phức hợp cùng với dân thường, đang phải đối mặt với tình trạng thiếu nước, lương thực, thuốc men và đạn dược trầm trọng. Phía Ukraine tuyên bố rằng do thiếu thốn băng vô trùng, dụng cụ y tế và thuốc kháng sinh, các thương binh có thể phải cưa cụt chi bị thương hoặc chịu tử vong do nhiễm trùng huyết. 
Giới lãnh đạo Nga nhiều lần yêu cầu lực lượng quốc phòng ngừng kháng cự và đầu hàng và đề nghị đổi lại quyền tiếp cận lãnh thổ do chính quyền Kyiv kiểm soát sau khi lực lượng này hạ vũ khí hoàn toàn, nhưng quân đội Ukraine từ chối đầu hàng và phao tin rằng phía Nga sẽ lừa họ vào nơi giam giữ khi đó những người này sẽ bị giết sạch. Vào ngày 16 tháng 5 năm 2022, Bộ Tổng tham mưu Ukraine thông báo rằng đơn vị đồn trú Mariupol đã “hoàn thành nhiệm vụ chiến đấu” và việc sơ tán khỏi nhà máy thép Azovstal đã bắt đầu. Quân đội cho biết có khoảng 264 quân nhân mà 53 người trong số họ "bị thương nặng", đã được đưa bằng xe buýt đi thẳng tới các khu vực do lực lượng Nga kiểm soát.